# Cantone di Saint-Mamet-la-Salvetat
Il Cantone di Saint-Mamet-la-Salvetat era una divisione amministrativa dell'arrondissement di Aurillac.
A seguito della riforma approvata con decreto del 13 febbraio 2014, che ha avuto attuazione dopo le elezioni dipartimentali del 2015, è stato soppresso.

## Composizione
Comprendeva i comuni di
- Cayrols
- Marcolès
- Omps
- Parlan
- Pers
- Roannes-Saint-Mary
- Le Rouget
- Roumégoux
- Saint-Mamet-la-Salvetat
- Saint-Saury
- La Ségalassière
- Vitrac